# Наружный слуховой проход
Наружный слуховой проход — костно-хрящевой канал, относящийся к наружному уху и соединяющий его со средним ухом. Наружный слуховой проход человека распространяется от ушной раковины до барабанной перепонки, имеет длину около 26 мм и диаметр около 7 мм.

## Строение
Наружный слуховой проход человека состоит из двух частей. Наружная, хрящевая часть, образует треть наружного слухового прохода; внутренние две трети представлены костной частью. В среднем длина наружного слухового прохода составляет 26 мм, диаметр — 7 мм. Размеры и форма слухового прохода различаются у разных людей.
По данным диаметр может быть от 3 до 14 мм, форма поперечного сечения от круглой до щелеобразной, в продольном направлении - может быть прямым, но чаще изогнут в разной степени.
На коже наружного слухового прохода располагаются ушные волосы растущие под прямым углом к её поверхности и участвующие в удалении ушной серы.

## Заболевания
Из-за связи наружного слухового прохода с окружающей средой, он подвержен многим заболеваниям. В числе заболеваний наружного слухового прохода:
- Наружный отит (ухо пловца) — бактериальное воспаление наружного слухового прохода
- Контактный дерматит наружного слухового прохода
- Ушной микоз
- Ушные миазы
- Гранулёма, обычно вызываемая тимпаностомической трубкой
- Стеноз наружного слухового прохода
- Инородное тело
- Ушные клещи у животных

## Ушная сера
Ушная сера — жёлто-коричневый воскообразный секрет, вырабатываемый церуминозными железами наружного слухового прохода у человека и других млекопитающих. Служит для очистки и смазывания наружного слухового прохода, обладает некоторым бактерицидным и фунгицидным действием. Избыточная ушная сера может скапливаться в области барабанной перепонки и/или закрывать наружный слуховой проход, снижая слух.

## Изменение громкости звуков в слуховом проходе
При распространении звуков в слуховом проходе их громкость может изменяться. Изменение зависит от формы слухового канала, и у разных людей не одинаково. В таблице приведены средние данные у групп участников разных исследований, для звуков разных частот. Низкочастотные звуки слабо изменяются, а громкость высокочастотных звуков может заметно возрасти.
| Средняя геометрическая частота, Гц | Коррекция, в разных звуковых полях, и в разных местах слухового канала, дБ | Коррекция, в разных звуковых полях, и в разных местах слухового канала, дБ | Коррекция, в разных звуковых полях, и в разных местах слухового канала, дБ | Коррекция, в разных звуковых полях, и в разных местах слухового канала, дБ |
| Средняя геометрическая частота, Гц | свободное поле                                                             | свободное поле                                                             | диффузное поле                                                             | диффузное поле                                                             |
| Средняя геометрическая частота, Гц | барабанная перепонка                                                       | открытый вход                                                              | барабанная перепонка                                                       | открытый вход                                                              |
| <100                               | 0                                                                          | 0                                                                          | 0                                                                          | 0                                                                          |
| 125                                | 0,2                                                                        | 0,2                                                                        | 0,2                                                                        | 0,2                                                                        |
| 250                                | 0,8                                                                        | 0,8                                                                        | 0,8                                                                        | 0,8                                                                        |
| 500                                | 2,0                                                                        | 1,6                                                                        | 2,1                                                                        | 1,7                                                                        |
| 1000                               | 2,7                                                                        | 0,6                                                                        | 4,1                                                                        | 2,9                                                                        |
| 2000                               | 12,4                                                                       | 8,5                                                                        | 11                                                                         | 6,4                                                                        |
| 4000                               | 13,2                                                                       | 5,7                                                                        | 12,9                                                                       | 3                                                                          |
| 8000                               | -1,4                                                                       | -2                                                                         | 9,5                                                                        | 5,6                                                                        |
| 16000                              | -0,4                                                                       | 2,2                                                                        | 0,7                                                                        | -0,9                                                                       |

## Изображения

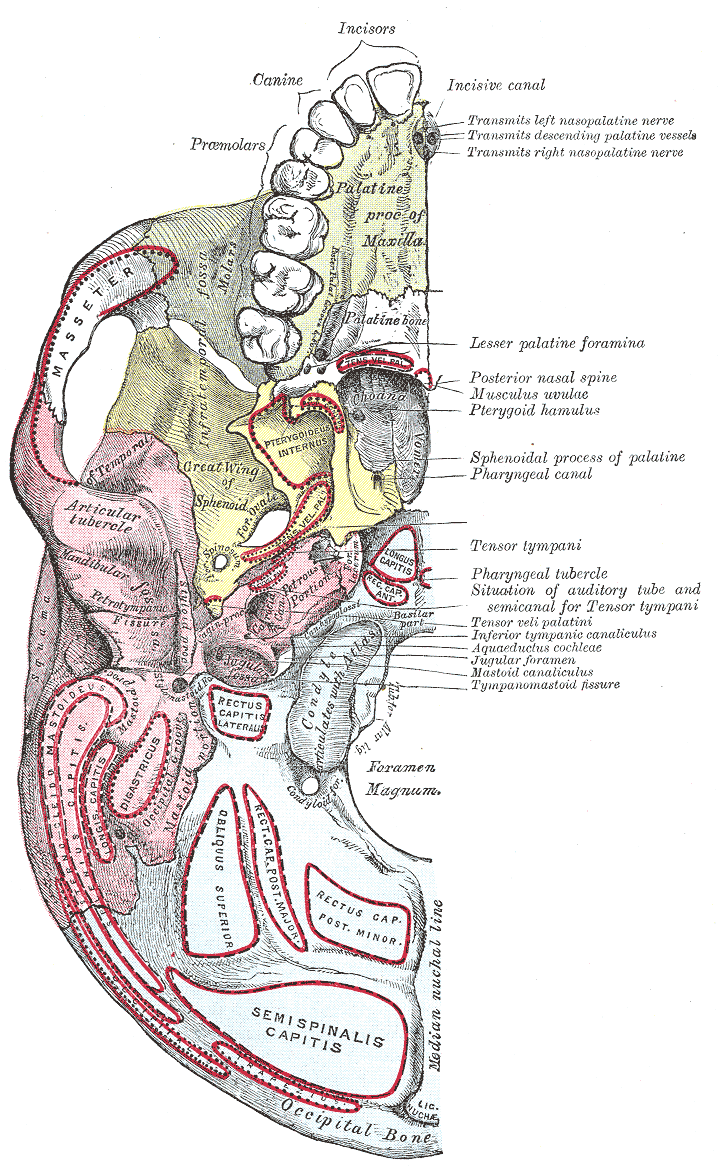
Основание черепа. Нижняя поверхность
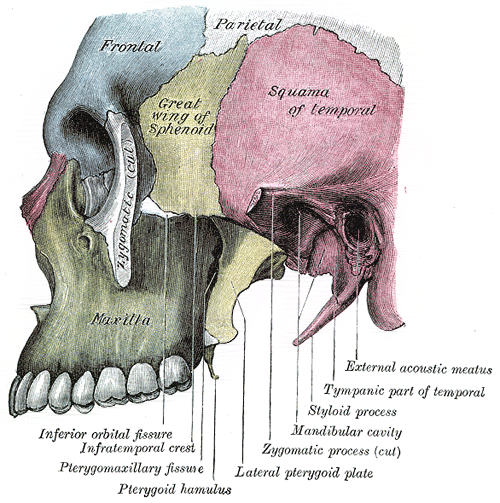
Левая подвисочная ямка
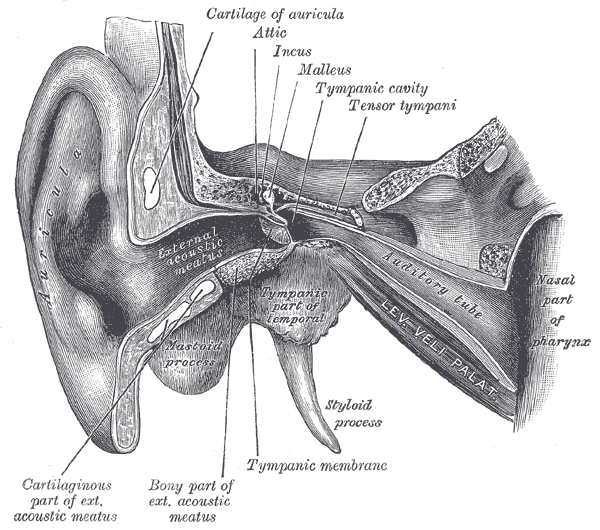
Наружное и среднее ухо, спереди. Правая сторона
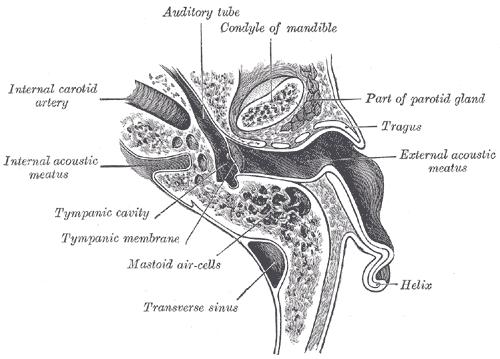
Горизонтальный срез левого уха; верхняя половина среза